# Supermostreig (processament del senyal)

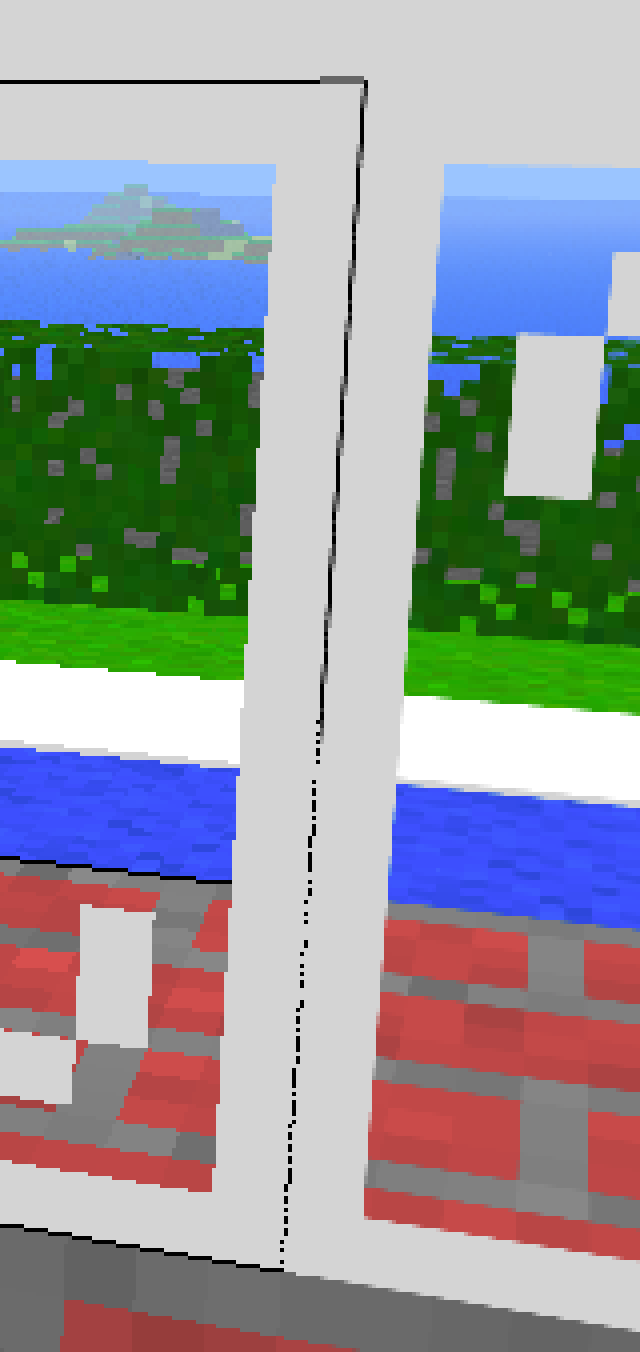
Comparació d'una escena renderitzada sense (costat esquerre) i amb antialiasing de supermostreig aplicat (dreta). (No aplicar AA és anàleg a la interpolació del veí més proper).

Càlcul del valor del color final.

El supermostreig o supermostreig anti-aliasing (SSAA) és un mètode d'antialiasing espacial, és a dir, un mètode utilitzat per eliminar l'àlies (vores irregulars i pixelades, col·loquialment conegudes com "jaggies") d'imatges renderitzades en jocs d'ordinador o altres programes informàtics que generen imatges. L'àlies es produeix perquè, a diferència dels objectes del món real, que tenen corbes i línies suaus contínues, una pantalla d'ordinador mostra a l'espectador un gran nombre de quadrats petits. Tots aquests píxels tenen la mateixa mida i cadascun té un sol color. Una línia només es pot mostrar com una col·lecció de píxels i, per tant, apareix dentada tret que sigui perfectament horitzontal o vertical. L'objectiu del supermostreig és reduir aquest efecte. Es prenen mostres de color en diverses instàncies dins del píxel (no només al centre com és normal) i es calcula un valor de color mitjà. Això s'aconsegueix mostrant la imatge a una resolució molt més alta que la que es mostra, i després reduint-la a la mida desitjada, utilitzant els píxels addicionals per al càlcul. El resultat és una imatge reduïda amb transicions més suaus d'una línia de píxels a una altra al llarg de les vores dels objectes. El nombre de mostres determina la qualitat de la sortida.

## Motivació
L'àlies es manifesta en el cas d'imatges 2D com a patró moiré i vores pixelades, col·loquialment coneguts com "jaggies". Els coneixements comuns de processament de senyal i processament d'imatges suggereixen que per aconseguir l'eliminació perfecta de l'àlies, cal un mostreig espacial adequat a la velocitat de Nyquist (o superior) després d'aplicar un filtre antialiasing 2D. Com que aquest enfocament requeriria una transformació de Fourier avançada i inversa, es van desenvolupar aproximacions computacionalment menys exigents com el supermostreig per evitar canvis de domini mantenint-se en el domini espacial ("domini de la imatge").

## Mètode

### Cost computacional i supermostreig adaptatiu
El supermostreig és car computacionalment perquè requereix una memòria de la targeta de vídeo i una amplada de banda molt més gran, ja que la quantitat de memòria intermèdia utilitzada és diverses vegades més gran. Una manera d'evitar aquest problema és utilitzar una tècnica coneguda com a supermostreig adaptatiu, on només es superen els píxels de les vores dels objectes.

### Patrons de supermostreig
Quan es prenen mostres dins d'un píxel, les posicions de les mostres s'han de determinar d'alguna manera. Tot i que el nombre de maneres en què això es pot fer és infinit, hi ha algunes maneres que s'utilitzen habitualment.